# عبيد بن الأبرص
عَبيد بن الأبرص الأسدي شاعر جاهلي من أصحاب المعلقات ويعد من شعراء الطبقة الأولى، قتله المنذر بن ماء السماء حينما وفد عليه في يوم بؤسه. عاصر امرؤ القيس وله معه مناظرات ومناقضات، وهو شاعر من دهاة الجاهلية وحكمائها، وأحد أصحاب المجمهرات المعدودة طبقة ثانية عن المعلقات. وجعله ابن سلام في الطبقة الرابعة من فحول الجاهلية وحكمائها ودهاتها، وقرن به طرفة وعلقمة بن عبدة وعدي بن زيد، وكان شاعر بن أسد غير مدافع، قديم الذكر، طائر الشهرة، شهما، كريما مع ضيق ذات يده.

## نسبه
عَبيد (بفتح العين) بن الأبرص بن حنتم بن عامر بن مالك بن زهير بن مالك بن الحارث بن سعد بن ثعلبة بن دودان بن أسد، وقيل عبيد بن عوف بن جشم الأسدي من قبيلة بني أسد الخندفية المضرية، وزمن مولده غير معروف.

## موته
مات في (25 ق هـ / 598 م)
هي روايتان ألأولى:
مسندةٌ على الشرقيّ بن القطامي، قال: كان المنذر بن ماء السماء ــ ابن ماء السماء مات في معركة يوم حليمة سنة 554م نرجو مراجعة هذا ــ قد نادمه رجلان من بني أسد، أحدهما خالد بن المضلِّل والآخر عمرو بن مسعود بن كَلَدة، فأغضباه في بعض المنطق، فأمر بأن يحفر لكلّ منها حفيرة بظهر الحيرة ثمّ يجعلا في تابوتين ويدفنا في الحفرتين، ففُعل بهما ذلك، حتى إذا أصبح سأل عنهما فأُخبر بهلاكهما، فندم على ذلك وغمّه، ثم ركب حتى نظر إليهما فأمر ببناء الغَرِيّين فبنيا عليهما، وجعل لنفسه يومين في السنة يجلس فيهما عند الغريّين أحدهما يوم السعد والآخر يوم التعس، فأوّل من يطلع عليه في يوم نعيمه (يوم السعد) يعطيه مائة من الإبل شؤماً، أي سوداً، وأول من يطلع عليه يوم بؤسه (يوم التعس) يعطيه رأس ظَرِبان أسود، ثم يأمر به فيذبح ويغرّى بدمه الغريّان.
فلبث بذلك برهة من دهره. ثم إن عبيد بن الأبرص كان أوّل من أشرف عليه يوم بؤسه فقال: هلاّ كان الذّبحُ لغيرك، يا عبيد فقال: أتتك بحائن رجلاه، فأرسلها مثلاً.
فقال المنذر: أو أجلٌ بلغ أناه. ثم قال له: أنشدني فقد كان شعرك يعجبني. فقال حال الجريض دون القريض، وبلغ الحِزام الطِّبيين، فأرسلها مثلاً. فقال له آخر: ما أشدّ جزعك من الموت! فقال: لا يرحلُ رحلك من ليس معك، فأرسلها مثلاً. فقال له المنذر: قد أمللتني فأرحني قبل أن آمر بك! فقال عبيد: من عزّ بزّ، فأرسلها مثلاً. فقال المنذر: أنشدني قولك: «أقفر من أهله ملحوب» فقال:
فقال له المنذر: يا عبيد! ويحك أنشدني قبل أن أذبحك. فقال عبيد:
فقال المنذر: إنّه لا بدّ من الموت، ولو أن النعمان، أي ابنه، عرض لي في يوم بؤس لذبحته، فاختر إن شئت الأكحل، وإن شئت الأبجل، وإن شئت الوريد. فقال عبيد: ثلاث خصال كسحابات عاد واردها شرّ وُرّاد، وحاديها شرّ حاد، ومعادها شرّ معاد، ولا خير فيها لمرتاد، وإن كنتَ لا محالة قاتلي، فاسقني الخمر حتى إذا ماتت مفاصلي وذَهِلت ذواهلي فشأنك وما تريد. فأمر المنذر بحاجته من الخمر، حتى إذا أخذت منه وطابت نفسه دعا به المنذر ليقتله، فلما مثل بين يديه أنشأ يقول:
فأمر به المنذر ففصد، فلما مات غذي بدمه الغريّان. وقد يضرب المثل بيوم عبيد، عند العرب، لليوم المشؤوم الطالع.
أما رواية مقتله في الديوان، فقد رويت في الأغاني أيضاً عن هشام بن الكلبي، على شيء من الاختلاف، كما أشرنا إليه سابقاً، قال: وكان من حديث عبيد وقتله أن المنذر بن ماء السماء بنى الغريّين، فقيل له: ماذا تريد بهما وكان بناهما على قبري رجلين من بني أسد كانا نديميه: أحدهما خالد بن نضلة الفقعسيّ، وكان أُسر يوم جبَلة، والآخر عمرو بن مسعود. فقال: ما أنا بملك إن خالف الناس أمري؛ لا يمرّ أحد من وفود العرب إلا بينهما. وكان له في السنة يومان معروفان بيوم بؤس ويوم نعمة، فكان إذا خرج في يوم بؤسه يذبح فيه أوّل من يلقاه كائناً من كان؛ وإذا خرج في يوم نعمته يصِل أوّل من يلقاه ويحبوه ويُحسن إليه. فبينما هو يسير في يوم بؤسه إذ أشرف له عبيد، فقال لرجل ممّن كان معه: من هذا الشقيّ فقال له: هذا عبيد بن البرص.
فأُتي به فقال له الرجل: أبيت اللعن اتركه، فإن عنده من حسن القريض أفضل ممّا تدرك في قتله، مع أنّه من رؤساء قومه وأهل النجدة والشأن فيهم، فاسمع منه وادعه إلى مدحك، فإن سمعت ما يعجبك كنت قد عفت له المنّة فإن مِدْحَته الصنيعة. فإن لم يعجبك قوله كان هنيئاً عليك قتله، فإذا نزلنا فادع به! قال: فنزل المنذر، فطعِم وشرب، وبينه وبين الناس حجاب يراهم منه ولا يرونه، فدعا بعبيد من وراء الستر فقال له رديفة: ما ترى يا أخا أسد. قال: أرى الحوايا عليها المنايا. قال: فعليك بالخروج له ليقرّبك ذاك من الخلاص. قال: ثكلتك الثّواكل، إنّي لا أعطي باليد، ولا أُحضر البعيد، والموت أحبّ إليّ. قال له الملك: أفقلت شيئاً. قال: حال الجريض دون القريض. قال المنذر: أنشدني من قولك «أقفر من أهله ملحوب». قال عبيد:
قال: أنشدنا أيضاً! فقال:
فقال: قل فيّ مديحاً يسير في العرب! قال: أمّا والصَّبّار فيما عجل فلا! قال: نطلقك ونحسن إليك. قال: أمّا وأنا أسير في يديك فلا. قال: نردّك إلى أهلك ونلتزم رفدك. قال: أمّا على شرط المديح فلا! قال عبيد:
فقال بعض القوم: أنشِد الملك! قال: لا يرجى لك من ليس معك. قال بعضهم من القوم: أنشد الملك! قال: وأُمِرَّ دون عبيده الوَذَمُ. قال له المنذر: يا عبيد أي قتلة أحبّ إليك أن أقتلك. قال: أيّها الملك روّني من الخمر وافصدني، وشأنك وشأني. فسقاه الخمر ثم أقْطَعَ له الأكحل فلم يزل الدم يسيل حتى نفد الدم وسالت الخمر، فمات.

## معلّقة عبيد بن الأبرص
لعبيد بن الأبرص قصيدة شهيرة ألحقها بعضهم بالمعلقات، ويقول في تلك القصيدة:

## وصلات خارجية
- أطلس المعلّقات.
- بوابة الشعراء: ديوان عبيد بن الأبرص.